# María Pimentel de Fonseca y Zúñiga
María Pimentel de Fonseca y Zúñiga (Salamanca, 1549-Palermo, 1594) noble dama española, II condesa consorte de Olivares, acompañó a su esposo durante el desempeño de los cargos de embajador ante la Santa Sede, virrey de Sicilia y virrey de Nápoles, realizó obras de socorro y asistencia social en Sicilia y Nápoles, fundadora del hogar para acoger y resocializar a prostitutas y mujeres abandonadas de Palermo, coleccionista en Italia de reliquias sagradas y obras de arte, miembro de la Casa de Zúñiga.

## Filiación
Hija de Jerónimo de Acevedo y Zúñiga, IV conde de Monterrey, y de su esposa Inés de Velasco y Tovar. María era hermana de Gaspar, V conde de Monterrey, virrey de Nueva España y virrey del Perú, y de Baltasar, embajador, primer ministro del rey Felipe IV de España. María tomó el apellido de su abuela paterna María Pimentel, hija de Alonso Pimentel y Pacheco, V conde y II duque de Benavente.
María se casó en 1579 con su pariente Enrique de Guzmán, II conde de Olivares, hijo de Pedro de Guzmán y Zúñiga, I conde de Olivares, y de su esposa Francisca Niño de Ribera. Su esposo fue herido en la pierna en la Batalla de San Quintín librada en 1557. Enrique de Guzmán, II conde de Olivares, ocupó numerosos cargos importantes fuera de España. Fue embajador ante la Santa Sede del 1582 al 1591, virrey del Reino de Sicilia del 1591 al 1595 y virrey del Reino de Nápoles del 1595 al 1599.
Tuvo en su matrimonio a Pedro Martín, quien murió de niño, Jerónimo, murió de 21 años en 1604, Francisca, casada con Diego López de Haro y Sotomayor, V marqués del Carpio, Gaspar, III conde de Olivares y I duque de Sanlúcar la Mayor, valido y primer ministro del rey Felipe IV, Inés, casada con Álvaro Enríquez de Borja, VII marqués de Alcañices, y Leonor María, casada con su primo hermano Manuel, VI conde de Monterrey.

## Obras de Asistencia Social
María siendo niña y estando muy enferma en el palacio de Monterrey en Salamanca recibió la visita de Santa Teresa de Ávila y se recuperó milagrosamente. Desde entonces fue una fervorosa devota de Santa Teresa.
Realizó numerosas obras pías y de ayuda social. Fundó en Nápoles un hogar para acoger y resocializar a prostitutas y mujeres abandonadas. El Papa Sixto V, enemigo de su esposo, la llamaba “la santa condesa”.
María fue una mujer muy piadosa, caritativa y con un gran amor a Castilla, era tierna, muy inteligente, de austera moral castellana. Recibió una buena educación. Tenía dotes para los asuntos de negocio. Durante los años en Roma y de gobierno de su esposo como virrey en Sicilia y virrey en Nápoles fue su más fiel compañera, desinteresada, sostén y orgullo de su casa. Ella llevaba la contaduría y la secretaría de su esposo.

## Coleccionista de reliquias sagradas y de obras de arte
La condesa de Olivares coleccionó durante su estadía en Italia numerosas reliquias sagradas entre 1582 y 1591, también coleccionó obras de arte con motivos religiosos, todas ellas destinadas a la capilla, que la condesa y su esposo el conde Enrique de Guzmán hicieron construir en 1590 en la villa de Olivares, provincia de Sevilla, en honor a la Virgen de las Nieves, donde allí se conservan. Su hijo el I conde-duque de Olivares hizo convertir en 1623 la capilla en la Colegiata de Olivares, obra que se terminó en 1680.
María falleció en 1594 en Palermo a los 45 años de edad, a raíz de un derrame de sangre a consecuencia del parto de su última hija Ninfa. Su cuerpo fue trasladado a España y sepultado en la cripta de la capilla, hoy Colegiata de Olivares, donde yace al lado de su esposo.
Su esposo, Enrique de Guzmán, II conde de Olivares, regresó a España en julio de 1599. El conde de Olivares fundó en 1603 en recuerdo a su esposa una ayuda social en Andalucía, «El Monte de Olivares». Enrique de Guzmán falleció en Madrid el 26 de mayo de 1607.